# Grodnofeldzug (1705/1706)

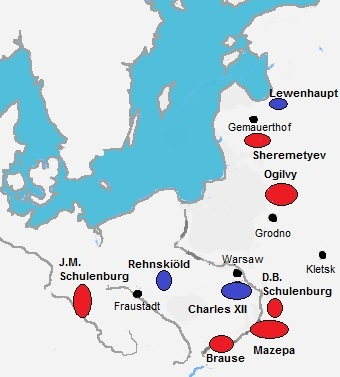
Strategische Aufstellung der Truppen in Polen und Litauen um 1706

Der Grodnofeldzug von Juli 1705 bis Oktober 1706 war eine übergreifende militärische Operation auf dem Polnischen und dem Litauischen Kriegsschauplatz im Großen Nordischen Krieg, die von Johann Patkul und Otto Arnold von Paykull geplant wurden.
Das Ziel war, mit überlegenen Kräften in einer kombinierten sächsisch-russischen Offensive die schwedische Armee unter Karl XII. in Polen-Litauen zu zerstören. Den schwedischen Kräften gelang es, die Angriffe auszumanövrieren und stattdessen einen eigenen polnischen Wahlkönig in Polen und Litauen durchzusetzen. In mehreren Entscheidungsschlachten bei Grodno und Fraustadt 1706 errangen die Schweden Siege über die Alliierten Kräfte. Die Niederlage der Alliierten im Feldzug wurde mit dem Frieden von Altranstädt 1706 besiegelt. August II. verzichtete auf den polnischen Thron und brach mit seinem russischen Partner und schloss Frieden mit Schweden. 
Die beiden Planer der Kampagne, Paykull und Patkul, wurden gefangen genommen und hingerichtet.
Der Feldzug brachte Schweden die Kontrolle über Polen-Litauen bis zur schwedischen Niederlage im Russlandfeldzug von 1709. Im Vertrag von Thorn 1709 erhielt August II. den polnischen Königstitel zurück. Die verbliebenen schwedischen Truppen in Polen zogen sich daraufhin zurück.